# Drosophila sternopleuralis
Drosophila sternopleuralis är en tvåvingeart som beskrevs av Toyohi Okada och Haruo Kurokawa 1957. Drosophila sternopleuralis ingår i släktet Drosophila och familjen daggflugor.

## Utseende
Både honor och hannar har gulbrun kropp och är ungefär 3 mm långa.

## Utbredning
Artens utbredningsområde är öarna Honshu, Shikoku och Kyushu i Japan.